# جان ماري بنجامين
جان ماري بنجامين (بالفرنسية: Jean-Marie Benjamin)‏ هو ملحن فرنسي، ولد في 18 أبريل 1946 في سالون دو بروفانس في فرنسا.

## وصلات خارجية
- الموقع الرسمي
- جان ماري بنجامين على موقع IMDb (الإنجليزية)
- جان ماري بنجامين على موقع ميوزك برينز (الإنجليزية)
- جان ماري بنجامين على موقع ديسكوغز (الإنجليزية)
- جان ماري بنجامين على موقع قاعدة بيانات الفيلم (الإنجليزية)